# Hotel Asia-Asia
Az ötcsillagos Asia-Asia Hotel  építés alatt álló szálloda Dubajban, az Egyesült Arab Emírségekben. A hotelnek kb. 6 500 szobája lesz. A szálloda valószínűleg a Bawadi projekt része lesz. Az épület tervezett megnyitási időpontja 2010 lesz. Egyesek szerint ez lesz az egész világ legnagyobb szállodája.